# 戈爾斯基科塔爾

紅色地區是戈爾斯基科塔爾

戈爾斯基科塔爾是克羅埃西亞國內的一個地區，意為山區。由於這裡63%的面積被森林所覆蓋，因此這裡又有克羅埃西亞綠色之肺活克羅埃西亞的瑞士之稱。連接布達佩斯和里耶卡的歐洲65號公路也經過這裡。
45°28′33″N 14°34′34″E / 45.47583°N 14.57611°E